# (4981) Sinyavskaya
(4981) Sinyavskaya es un asteroide perteneciente al cinturón de asteroides, descubierto el 12 de noviembre de 1974 por la astrónoma soviética Liudmila Chernyj desde el Observatorio Astrofísico de Crimea (República de Crimea, Rusia).

## Designación y nombre
Designado provisionalmente como 1974 VS. Fue nombrado Sinyavskaya en honor a la mezzosoprano rusa Tamara Siniávskaya.